# World Cup Starting List
La World Cup Starting List (abbreviata WCSL) è una classifica stilata dalla Federazione Internazionale Sci e Snowboard sulla base dei risultati delle gare di sci alpino. Rappresenta la classifica mondiale degli atleti che gareggiano nelle massime competizioni organizzate della FIS. Esiste una WCSL per ognuna delle cinque discipline dello sci alpino (slalom speciale, slalom gigante, supergigante, discesa libera e supercombinata) e una generale (data dalla somma dei punti delle cinque discipline).

## Utilità
La funzione principale delle classifiche WCSL di disciplina è quella di stabilire un ordine gerarchico con cui assegnare i numeri di partenza delle gare organizzate dalla Federazione Internazionale Sci e Snowboard. Nello sci alpino infatti, a differenza di altri sport, spesso gli atleti non possono gareggiare tutti con le stesse condizioni di pista. La neve a ridosso delle porte, a causa del passaggio degli atleti e dell'azione degli spigoli degli sci, si segna e si formano perciò delle imperfezioni a volte anche molto accentuate. Questo fenomeno avviene soprattutto nelle discipline più tecniche (slalom speciale e slalom gigante), dove le curve sono molte di più e i raggi di curva ridotti. Anche nelle discipline veloci (discesa libera e Supergigante) in alcune condizioni possono essere avvantaggiati gli atleti che partono in un determinata intervallo di tempo della gara.
Gli atleti che riescono ad arrivare nelle prime posizioni della classifica WCSL acquisiscono il vantaggio di poter avere i numeri di partenza migliori. Oltre all'assegnazione dei pettorali di gara, la classifica WCSL è utilizzata anche per stabilire il numero di posti disponibili per ogni nazione nelle gare di Coppa del Mondo. Ogni nazione ha di base un solo posto, sfruttabile con il requisito minimo di 120 punti FIS (un altro sistema basato sui risultati delle gare di tutte le categoria sotto il patrocinio della federazione). Gli ulteriori posti sono stabiliti in base al numero di atleti classificati entro i primi 60 posti della WCSL. Ad esempio, una nazione che ha cinque atleti entro i primi sessanta può schierare 6 atleti (1 di base più i 5 dati dalla WCSL). In ogni caso nessuna nazione può schierare più di nove atleti in totale e non più di un atleta oltre la centesima posizione nelle liste FIS (classifiche date dai punti FIS). La classifica WCSL “overall” invece ha un'unica applicazione pratica: gli atleti che raggiungono 500 punti o più possono prendere il via in tutte le discipline senza intaccare i posti disponibili per la propria nazione (è quindi un posto che va a sommarsi a quelli assegnati al proprio paese). Questi atleti inoltre per regolamento acquisiscono il diritto a partire in gara: subito dopo i primi quindici se sono tra la sedicesima e la trentesima posizione della WCSL di disciplina; oppure subito dopo il pettorale numero 30 se sono fuori dalle prime trenta posizioni.

### L'ordine di partenza
Nelle discipline tecniche, slalom speciale e slalom gigante, e in supercombinata, l'ordine di partenza è determinato nel seguente modo: i partenti con pettorale tra il numero 1 e il 7 sono estratti tra i primi sette classificati nella WCSL e i pettorali tra l'8 e il 15 sono a loro volta estratti per gli atleti classificati tra l'ottava e la quindicesima posizione della medesima classifica. Dalla sedicesima posizione in poi partono ordinatamente gli atleti con almeno 500 punti WCSL totali e classificati tra la sedicesima e trentesima posizione nella WCSL di specialità; subito dopo, seguendo l'ordine WCSL, tutti gli atleti classificati fino alla trentesima posizione di questa classifica. Oltre questo pettorale possono partire gli atleti con più di 500 punti nella WCSL generale ma oltre la trentesima posizione in quella di specialità e, esauriti questi atleti, ai restanti viene assegnato un pettorale concordemente al proprio punteggio FIS in quella determinata specialità; così facendo un atleta fuori dai primi trenta nella WCSL e con punteggio nella classifica maggiore di un altro, ma nello stesso tempo con punteggio FIS minore, è costretto da regolamento a partire con numero di pettorale più alto.
Nelle discipline veloci (supergigante e discesa libera), dalla stagione 2022-2023 l'ordine di partenza è determinato nel modo seguente: i primi dieci classificati nella WCSL di specialità partono con i pettorali dal 6 al 15, determinati tramite sorteggio. Ai classificati nella WCSL dalla posizione 11 alla posizione 20 vengono assegnati, sempre tramite sorteggio, i pettorali dall'1 al 5 e dal 16 al 20. Gli sciatori classificati dalla ventunesima alla trentesima posizione nella WCSL di specialità partono con i pettorali dal 21 al 30, assegnati per sorteggio. Dopo il pettorale numero 30 possono partire gli atleti con più di 500 punti WCSL nella classifica generale e che non sono tra i primi trenta della classifica WCSL di specialità. Successivamente partono i restanti atleti in ordine crescente di punteggio FIS.

## Funzionamento
Mentre il punteggio FIS viene assegnato in tutte le gare del calendario FIS (Coppa del Mondo, Continental Cups, gare FIS, etc.), le gare che hanno validità per l'assegnazione dei punti WCSL sono soltanto quelle del circuito massimo: la Coppa del Mondo. Inoltre assegnano punti anche le gare dei Campionati mondiali di sci alpino e delle Olimpiadi invernali.

### Calcolo del punteggio
All'inizio di ogni stagione, nella classifica figurano per ogni atleta i punti ottenuti in tutte le gare della stagione precedente in quella determinata disciplina. Dividendo questo totale per il numero di gare in calendario della stagione corrente, ed arrotondando il risultato ottenuto al numero intero più vicino, si ottiene un coefficiente punti/gara. Dopo la conclusione di ogni gara, al punteggio dell'atleta viene sottratto questo coefficiente, e vengono sommati i punti ottenuti nella gara in questione.

### Regole in caso di infortunio
Nel caso un atleta sia costretto a saltare la totalità o una parte della stagione a causa di infortunio, esistono dei provvedimenti particolari per evitare che sia troppo penalizzato al suo rientro nelle competizioni. Nel caso sia riconosciuto dalla FIS lo status di atleta infortunato, vengono applicate, per la stagione successiva, delle penalizzazioni rispetto alla posizione in classifica prima dell'infortunio. Si utilizza la seguente scala:
| Posizione al momento dell'infortunio | Posizioni perdute |
| 1-5                                  | 4                 |
| 6-10                                 | 6                 |
| 11-15                                | 8                 |
| 16-20                                | 10                |
| 21-25                                | 12                |
| 26-30                                | 14                |
| 31-40                                | 18                |
| 41-50                                | 20                |
| da 51 in poi                         | 25                |